# Șuțești
Șuțești – wieś w Rumunii, w okręgu Braiła, w gminie Șuțești. W 2011 roku liczyła 4051 mieszkańców.